# Kenny Gillet
Kenny Gillet (Bordeaux, 3 gennaio 1986) è un ex calciatore francese, di ruolo difensore.

## Carriera

### Club
Ha giocato nella massima serie dei campionati scozzese e cipriota.